# Ernst Grumach
Ernst Grumach (* 7. November 1902 in Tilsit; † 5. Oktober 1967 in London) war ein deutscher Klassischer Philologe und Literaturwissenschaftler. Er war Herausgeber der Ost-Berliner Goethe-Ausgabe und der Ost-Berliner Akademieausgabe des Aristoteles.

## Leben
Ernst Grumach war der Sohn des Rechtsanwaltes Nathan Grumach und der Rika Grumach, geborene Mendelsohn. 1920 lernte er die Schülerin Hannah Arendt kennen, mit der ihn zunächst eine Jugendliebe verband, die zu einer Freundschaft führte. Er studierte an den Universitäten Königsberg, Leipzig, Berlin, Heidelberg und Marburg. In Marburg beeinflussten ihn Martin Heidegger und Paul Friedländer. Er studierte Klassische Philologie und Philosophie, aber auch Ägyptologie und Sprachwissenschaften. Grumach wurde in Königsberg bei Richard Harder mit einer Arbeit über Physis und Agathon in der Alten Stoa promoviert. Im Jahr 1930 wurde er Lektor an der Universität Königsberg; 1933 wurde er jedoch aufgrund des Gesetzes zur Wiederherstellung des Berufsbeamtentums von der Universität gewiesen.
Am 3. März 1933 heiratete er Margarete Breuer. Nach seiner Entlassung aus der Universität betrieb er in Königsberg eine kleine Buchhandlung, um sich und seine Familie zu ernähren. 1937 wurde er als Dozent an die Lehranstalt für die Wissenschaft des Judentums nach Berlin berufen, wo er Studenten unterrichtete, die von den Universitäten vertrieben worden waren. Die Lehranstalt wurde jedoch vom NS-Regime geschlossen. Er überlebte die Schoah in einer „nichtprivilegierten Mischehe“. In der Zeit des Zweiten Weltkrieges musste Grumach als Oberjude eine Gruppe von Zwangsarbeitern in der Zentralbibliothek des Reichssicherheitshauptamtes führen. Die „Gruppe Grumach“ musste von 1941 bis 1945 die von der SS aus ganz Europa gestohlenen Bücher, Zeitschriften und Handschriften erfassen, insgesamt etwa zwei Millionen Objekte. Später wurde die Gruppe zu schwerer physischer Arbeit herangezogen. Ein großer Teil dieses Bestandes wurde 1943 durch einen Bombenangriff vernichtet.
Nach dem Zweiten Weltkrieg wurde Grumach 1949 an die Humboldt-Universität zu Berlin berufen und mit der Leitung der Goethe-Ausgabe an der Deutschen Akademie der Wissenschaften zu Berlin betraut, die seit 1952 erschien. Seine Forschungsgebiete waren vor allem die kretische Schrift, die antike Philosophie und Goethe. Für seine zahlreichen Projekte in ganz verschiedenen Gebieten ließ er sich bald von seinen Ämtern an der Universität (1957) und der Akademie (1959) entpflichten. Ab 1956 war er Herausgeber der großen Aristoteles-Ausgabe in deutscher Übersetzung. Zudem war er Begründer und Herausgeber der Zeitschrift Kadmos, einer Zeitschrift für vor- und frühgriechische Epigraphik. Lange Zeit arbeitete er an einer von Felix Jacoby übernommenen Edition des Stephanos von Byzanz, die nach seinem Tod von Rudolf Keydell übernommen wurde. In den 1960er Jahren heiratete er seine zweite Frau, die Germanistin Renate Grumach, geborene Fischer-Lamberg.
Ernst Grumach starb am 5. Oktober 1967 in London. Die Beisetzung erfolgte am 13. Oktober 1967 auf dem landeseigenen Friedhof Heerstraße im Berliner Bezirk Charlottenburg (heutiger Ortsteil Westend). Am Grab sprach Rudolf Kassel Worte des Gedenkens.
Anlässlich seines 65. Geburtstages erschien kurze Zeit nach seinem Tod die Festschrift Europa, Studien zur Geschichte und Epigraphik der frühen Aegaeis.

## Nachlass
Den Nachlass Ernst Grumachs übergab seine Tochter Irene Shirun-Grumach den Central Archives for the History of the Jewish People in Jerusalem.

## Schriften (Auswahl)
- Goethe und die Antike. Potsdam 1949
- Beiträge zur Goetheforschung. Berlin 1959
- (Hrsg.): Aristoteles, Werke in deutscher Übersetzung. 18 Bände, Berlin-Ost 1956 ff. (ab 1970 von Hellmut Flashar weitergeführt)